# Paul Blair (beisbolista)
Paul L. D. Blair (Cushing, Oklahoma, 1 de febrero de 1944-Baltimore, Maryland, 26 de diciembre de 2013), más conocido como Paul Blair, fue un jugador profesional estadounidense de béisbol que se desempeñó en la posición de jardinero central en las Grandes Ligas de Béisbol (MLB). Es poseedor de ocho Guantes de Oro.

## Carrera
Blair jugó como profesional trece temporadas en Baltimore Orioles (1964-1976), después pasó a New York Yankees (1977-1979), luego a Cincinnati Reds (1979), posteriormente regresó a New York Yankees, donde jugó una temporada (1980), y fue el equipo en el que se retiró.

## Premios
Fue galardonado con el Guante de Oro en ocho oportunidades (1967, 1969, 1970, 1971, 1972, 1973, 1974 y 1975).